# Пейко Микола Іванович
Микола Іванович Пейко (12 (25) березня 1916, Москва — 1 липня 1995, Москва) — російський композитор, диригент, педагог. заслужений діяч мистецтв РРФСР (1964). Лауреат двох Державних премій.

## Біографія
В 1933—1937 роках навчався в музичному училищі при Московській консерваторії у І. В. Способіна (теоретичні дисципліни).
В 1940 закінчив Московську консерваторію, де навчався у Н. Я. Мясковського (композиція), М. П. Ракова (оркестровка), В. А. Цуккермана (аналіз музичних форм).
У 1943 Пейко почав викладати в консерваторії, спочатку як асистент Д. Д. Шостаковича та Миколи Мясковського, а незабаром очолив власний композиторський клас. Пейко також був керівником композиторської кафедри в Інституту імені Гнесіних (з 1958 — професор). Належить до числа найбільших композиторів-симфоністів Росії ХХ століття.
Н. Пейко — один з найавторитетніших після Мясковського композиторів-педагогів московської композиторської школи. Здобув репутацію видатного енциклопедиста свого часу. Виховав понад 50 композиторів, серед яких Юрій Абдоков, Софія Губайдуліна, Олексій Ларін та інші.
Н. І. Пейко помер 1 липня 1995 в Москві. Похований на Домодєдовському кладовищі поруч із дружиною, Іриною Михайлівною Пейко-Оболенською.

## Творчість
Стиль пов'язаний з традиціями російської та західної симфонічної музики, в тому числі — творами М. Я. Мясковського. У пізній період творчості експериментував з дванадцятитоновою технікою, залишаючись прихильником традиційного ладо-тонального мислення. Твори композитора відрізняються яскравою та вишуканою оркестровкою та поетичною глибиною. Цикл симфоній Пейко належить до числа найбільш значущих в європейській симфонічної культурі ХХ століття. Композитор володів рідкісним аналітичним даром, що сприяло написанню ряду блискучих критичних статей і есе, в тому числі про 27-му симфонію Мясковського, інструментальні мініатюри О. Мессіана, В. Лютославського та ін. Великий вплив на творче мислення композитора мало його серйозне (впродовж усього життя) захоплення шахами.

## Основні твори
Балети
- «Жанна д'Арк» (1953—1955)
- «Абакаяда» (1983)

Ораторії
- «Ніч царя Івана» (1967, перероблена в оперу)
- «Днів давніх бій» (1981)

Оркестрові твори
- Дев'ять симфоній (1945, 1946, 1957, 1965, 1968, 1972, 1980, 1986, 1992)
- Концерт для фортепіано з оркестром (1943—1947)
- Симфонічна сюїта «З російської старовини» (1948)
- «Молдавська сюїта» (1949—1950)
- Сім п'єс на теми народів СРСР (1950)
- Дві концертні сюїти для скрипки та оркестру (1953, 1968)
- Симфонічна балада (1956)
- «З якутських легенд» (1940—1957)
- Концерт-симфонія (1974)
- Еонцерт для гобоя та камерного оркестру (1983)
- «12 афоризмів та постлюдія» (1993)
- Концерт для малої домри та оркестру (1967)

Камерні твори
- Фортепіанний квінтет (1961)
- Чотири струнних квартети (1962, 1965,…)
- «Легенда» для кларнета і арфи та ін.
- Пісні, романси, музика до театральних постановок та кінофільмів

Опера
- «Айхилу»

Музика до фільмів і мультфільмів
- «Швидка допомога» (1949, мультфільм)
- «У лісовій гущавині» (1954, мультфільм)
- «Казка про попа і наймита його Балду» (1956, мультфільм)
- «На початку століття» (1961)

## Нагороди та премії
- Заслужений діяч мистецтв РРФСР (1964)
- Державна премія — за 1 симфонію
- Державна премія — за «Молдавську сюїту» для симфонічного оркестру
- орден Трудового Червоного Прапора (28.12.1946)
- медалі